# ارتداد (كرة السلة)

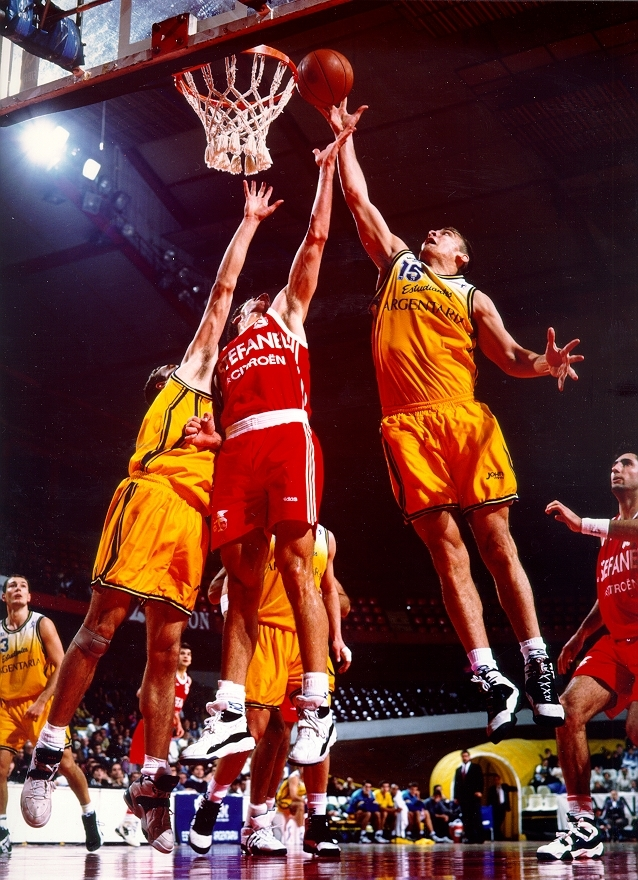
إيناكي دي ميغيل ، لاعب كرة سلة إسباني، يلتقط كرة مرتدة في مباراة دولية.

الارتداد (بالإنجليزية: Rebound)‏في كرة السلة هو الذي يشار إليه أحيانًا بالعامية باسم اللوحة ،عبارة عن إحصائية تُمنح للاعب الذي يستعيد الكرة بعد إضاعة هدف ميداني أو رمية حرة .
تعتبر المرتدات في كرة السلة جزءًا معتادا و روتينيًا من اللعبة. إذا تم تنفيذ التسديدة بنجاح، فسوف تتغير حيازة الكرة، وإلا فإن الارتداد يسمح للفريق الدفاعي بالاستحواذ. تُمنح المرتدات أيضًا للاعب الذي يسدد تسديدة ضائعة على الجانب الهجومي لفريقه. يمكن للاعب المهاجم أو اللاعب الدفاعي أن يستحوذ على الكرة المرتدة وتسجيلها.
تنقسم المرتدات إلى فئتين رئيسيتين و هما: "المرتدات الهجومية"، وفيها يستعيد الفريق المهاجم الكرة ولا يغير استحواذها، او"المرتدات الدفاعية"، وفيها يكتسب الفريق المدافع الاستحواذ. غالبية المرتدات دفاعية لأن الفريق المدافع يميل إلى أن يكون في وضع أفضل (أي أقرب إلى السلة) لاستعادة التسديدات الضائعة. المرتدات الهجومية تمنح الفريق المهاجم فرصة أخرى للتسجيل سواء على الفور أو بإعادة ضبط الهجوم. لا تعتبر الكتلة ارتدادًا.
لا تحتاج الكرة إلى "الارتداد" فعليًا من الحافة أو اللوحة الخلفية حتى يتم تسجيل الارتداد. يتم احتساب المرتدات بعد أي تسديدة ضائعة. إذا سدد اللاعب الكرة وأخطأها وارتدت الكرة على الأرض قبل أن يلتقطها شخص ما، فإن الشخص الذي يلتقط الكرة يُنسب إليه الفضل في الارتداد. تُنسب الكرات المرتدة إلى اللاعب الأول الذي استحوذ على الكرة بشكل واضح أو إلى اللاعب الذي نجح في تحويل الكرة إلى السلة لإحراز نتيجة. تُنسب الكرة المرتدة إلى الفريق عندما يستحوذ على الكرة بعد أي تسديدة ضائعة لم يتم إبعادها من قبل لاعب واحد (على سبيل المثال، انحرفت عن الحدود بعد التسديدة، أو تم صدها خارج الحدود، أو ارتدت مباشرة من الحافة خارج الحدود ). لا يُنسب الفضل في ارتداد الفريق أبدًا إلى أي لاعب، ويعتبر بشكل عام إجراءً شكليًا، وفقًا لقواعد كرة السلة، يجب أن يتم ارتداد كل تسديدة ضائعة سواء كان لاعب واحد يسيطر على الكرة أم لا.

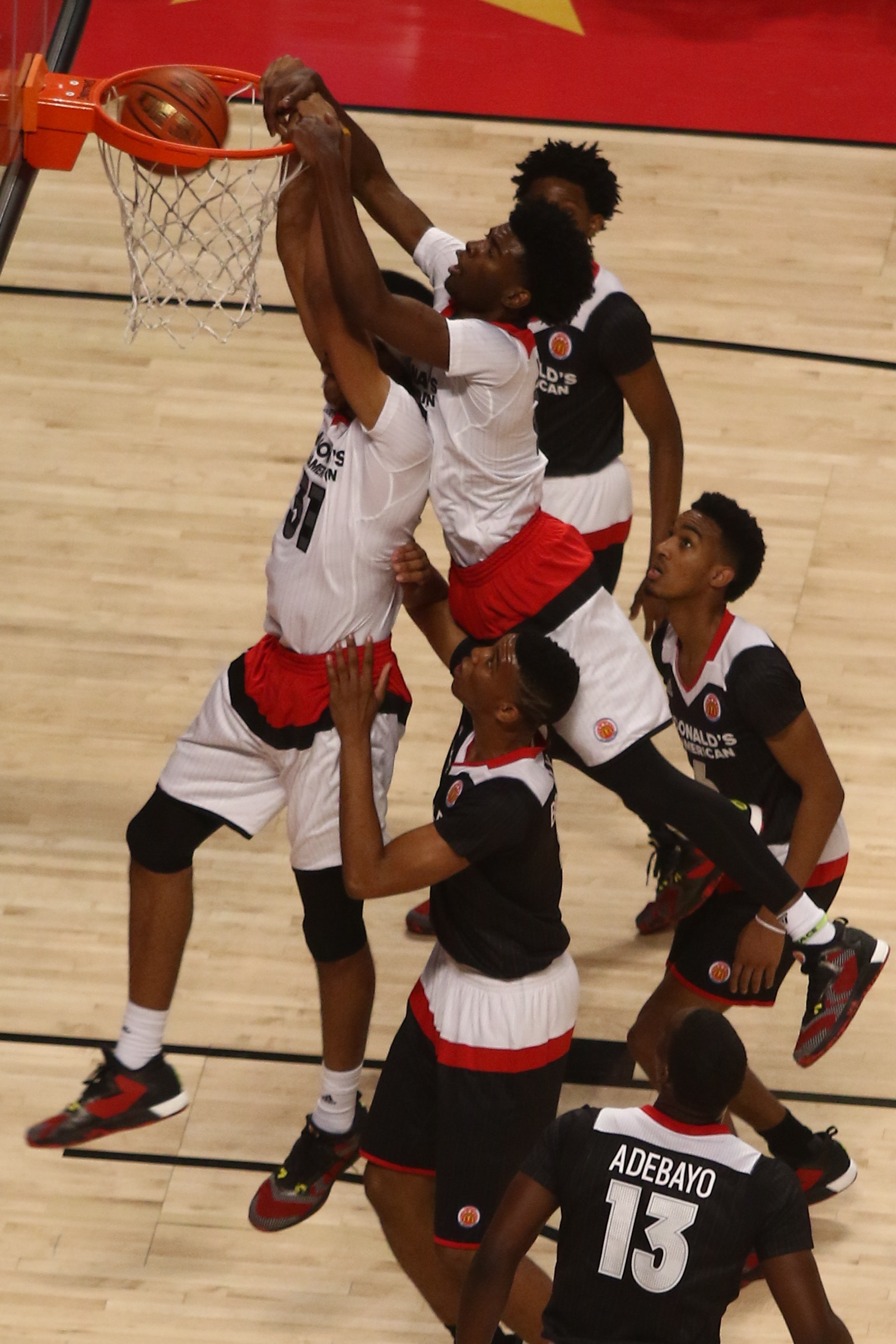
جوش جاكسون وجاريت ألين (#31) يصطدمان بالألواح الهجومية في لعبة ماكدونالدز أول أمريكان بويز لعام 2016.

.

## وصلات خارجية
- ارتداد (كرة السلة) على موقع الموسوعة البريطانية (الإنجليزية)

لم يتم العثور على روابط لمواقع التواصل الاجتماعي.